# Libellula forensis
Libellula forensis is een libellensoort uit de familie van de korenbouten (Libellulidae), onderorde echte libellen (Anisoptera).
De wetenschappelijke naam Libellula forensis is voor het eerst geldig gepubliceerd in 1861 door Hagen.